# 井後義長
井後 義長（いじり よしなが）は、江戸時代中期ごろの武士で、阿波徳島藩に仕えた徳島藩士・奥小姓。阿波井後家の七代目当主で、本姓は源。

## 生涯
義長は、阿波前野氏の浪人である前野且親の嫡男に生まれた。初名は大蔵とされ、父の通称である大右衛門、弟の初名である大作に共通する「大」の通字を用いた。
寛延2年（1749年）3月朔日、男子のいなかった蔵奉行・勘定方の井後知義の願いを受けて養嗣子となる。室は佐坂吉朝の娘（井後知義の姪）であり、知義の姪婿にあたる。井後氏は源姓を自称していた。
宝暦4年（1754年）2月25日、隠居して鈍齋と称した養父の名代として家督を継承し、阿波井後氏七代当主となって奥小姓役に任ぜられる。同年3月23日、興雲院なる人物の奥小姓役となった。また同年8月19日には死去した興雲院の遺骸の供をしたというが、興雲院が誰を指すかは不明。同年宝暦4年（1754年）中に藩主となり同年7月12日に死去した蜂須賀至央の法号は興徳院である。翌5年（1755年）6月29日、役儀を免職された。
明和4年（1767年）正月10日、浅野寿伯の倅浅野寿徳の身柄を預かり、同年2月18日には猪子勘之助に引き渡したという。
同8年（1771年）8月19日、病気につき宅居にいることを願い通り、実子の井後新次郎が早世したために実の甥である平瀨武蔵を養子に迎え、武蔵は井後義方と称した。安永9年（1780年）3月16日、病死する。

## 系譜
- 祖父：前野角兵衛且辰
- 父：前野大右衛門且親
- 母：不詳
- 養父：井後新次郎知義
- 妻：佐坂新右衛門吉朝娘（佐坂吉朝は知義の実弟であり、姪にあたる）
- 生母不明の子女
  - 男子：井後新次郎
- 養子
  - 男子：井後直右衛門義方（義長実弟平瀨照成次男、初名平瀨武蔵）